# Sweet Sixteen (Sport)
Der Ausdruck Sweet Sixteen wird im Bereich des Sports verwendet und bezeichnet eine Turnierrunde mit den verbleibenden 16 Mannschaften eines Wettbewerbs, die aus einer oder mehreren Vorrunden hervorgegangen sind.
Den Ursprung des Begriffs findet man im US-amerikanischen Universitätssportverband National Collegiate Athletic Association (NCAA), wo er im NCAA Division I Basketball Championship Anwendung findet und die dritte Hauptrunde beschreibt. Mittlerweile werden die Achtelfinals der nationalen Wettbewerbe in den Vereinigten Staaten und zahlreicher internationaler Wettbewerbe als Sweet Sixteen oder auch Sweet 16 bezeichnet.

## Nationale Wettbewerbe in den Vereinigten Staaten
- Basketball

NCAA Men’s Basketball Division 1 (Herren)
NCAA Women’s Basketball Division 1 (Damen)
- Eishockey

NCAA Men’s Eishockey Division 1 (Herren)
NCAA Women’s Eishockey Division 1 (Damen)
- Fußball

NCAA Men’s Soccer Division I (Herren)
NCAA Women’s Soccer Division I (Damen)
- American Football

NCAA Men’s College Football (Herren)
- Baseball

NCAA Men’s College Baseball (Herren)
- Volleyball

NCAA Women’s Volleyball Division 1 (Frauen)

## Die March Madness in der Populärkultur
In der 14. Episode der dritten Staffel von How I Met Your Mother mit dem Titel The Bracket (deutsch: Die Rächerin) wird der Turnierverlauf der March Madness im Basketball exemplarisch abgebildet, indem das Ensemble vorherzusagen versucht, welche von Barney Stinsons Verflossenen so schwer verletzt wurde, dass sie versucht, andere Frauen vor ihm zu warnen. Lily verlangt von ihm, sich bei den Final Four zu entschuldigen.